# Ichneumon vivax
Ichneumon vivax là một loài tò vò trong họ Ichneumonidae.